# Infamie...
Infamie... este o operă literară scrisă de Ion Luca Caragiale. 